# 马克桑斯·帕罗
马克桑斯·"馬克斯"·帕罗（法語：Maxence "Max" Parrot，1994年6月6日—）是加拿大單板滑雪運動員，曾獲得2018年奧林匹克運動會男子花式滑板銀牌和2022年奧林匹克運動會男子花式滑板金牌。

## 外部連結
- 马克桑斯·帕罗的X（前Twitter）
- 马克桑斯·帕罗的Instagram帳戶